# Kladruby (Boemia meridionale)
Kladruby è un comune della Repubblica Ceca facente parte del distretto di Strakonice, in Boemia Meridionale.